# エム・アール・テクノロジー
エム・アール・テクノロジーはMRIの開発を手がける茨城県つくば市の企業である。

## 概要
永久磁石や高温超伝導磁石を使用した可搬式MRIを開発、製造する。従来は医療診断用に使用されていたMRIだったが、小型、可搬式のMRIが登場した事により様々な分野への適用が期待される。

## 沿革
- 1998年10月 - 創業[4]
- 1999年4月15日 - 会社設立[4]
- 2002年9月 - 資本金を1,500万円に増資[4]
- 2005年9月 - 資本金を2,650万円に増資[4]
- 2006年5月 - 本社登記場所をつくば市千現へ変更[4]